# Eine Chance für Suzy
Eine Chance für Suzy (Originaltitel: Give a Girl a Break) ist eine US-amerikanische Musicalkomödie aus dem Jahr 1953 von Stanley Donen mit Marge und Gower Champion sowie Debbie Reynolds in den Hauptrollen. Das Drehbuch basiert auf einer Originalstory von Vera Caspary.

## Handlung
Bei den Proben für die neue Broadway-Revue Give a Girl a Break wird der gestresste junge Regisseur und Choreograf Ted Sturgis von dem temperamentvollen Star Janet Hallson zurechtgewiesen, die daraufhin ihren Vertrag bricht und geht. Teds frühere Tanzpartnerin Madelyn Corlane wird als möglicher Ersatz für Janet vorgeschlagen, doch Ted beharrt darauf, dass sie das Showgeschäft aufgegeben hat. Er ist sich sicher, dass er aus dem richtigen Mädchen einen Star machen kann. 
Ted teilt den Zeitungen mit, dass er nach einer unbekannten Schauspielerin als Ersatz für Janet sucht. Eine Schar hoffnungsvoller Darstellerinnen erscheint im Theater. Teds Assistent Bob Dowdy ist sofort hin und weg von der hübschen jungen Tänzerin Suzy Doolittle, während der Komponist der Show, Leo Belney, die elegante Joanna Moss bevorzugt. Als Ted und Bob das Büro des Produzenten Felix Jordan betreten, sind sie überrascht, Madelyn zu sehen, die sich für ein Comeback entschieden hat. Ted willigt ein, die drei Frauen am nächsten Morgen vorsingen zu lassen und erzählt Felix unter vier Augen, dass Madelyn ihn vor zwei Jahren für einen anderen Mann verlassen hat. Suzy eilt nach Hause und teilt ihrer Mutter die gute Neuigkeit mit, die darauf besteht, dass Suzy die Verabredung mit Bob ausfallen lässt und sich auf ihr Vorsingen vorbereitet. 
Unterdessen eilt Joanna nach Hause und erzählt allen Nachbarn in ihrem Wohnhaus, dass sie in der Show mitspielen wird. Joannas Ehemann, Burton Bradshaw, teilt ihr mit, dass ihm gerade eine Stelle als Leiter der Musikabteilung an einer kleinen Universität in Minnesota angeboten wurde, doch sie weigert sich, New York zu verlassen. Madelyn erzählt unterdessen ihrem Freund, Anson Pritchett, dass sie wieder auf die Bühne möchte. Anson rät Madelyn jedoch vom Vorsingen ab, und sie zieht sich widerstrebend zurück. Als Suzy später nicht zu ihrer Verabredung erscheint, findet Bob sie im Probenstudio und begleitet sie nach Hause. In ihrer Wohnung zieht sich Madelyn gerade für eine Kostümparty an, als Ted auftaucht und darauf besteht, dass sie vorsingt. Madelyn gibt zu, dass sie Angst hat, dabei durchzufallen, aber ein temperamentvoller Tanz mit Ted gibt ihr ihr Selbstvertrauen zurück. 
Am nächsten Morgen, nachdem die drei Frauen vorgesungen haben, sagt Felix Ted und Leo, dass er nicht weiß, welche er wählen soll. Bob missversteht die Bemerkung, rennt nach draußen und sagt Suzy, dass sie die Rolle hat. Die Männer streiten stundenlang über die Entscheidung, bis Felix schließlich vorschlägt, einen Namen aus einem Hut zu ziehen. Joanna bekommt die Rolle, und als Felix Suzy anruft, ist sie am Boden zerstört, dass Bob sie in die Irre geführt hat. Ted überbringt Madelyn die schlechte Nachricht persönlich. Sie nimmt die Ablehnung mit Anstand hin, macht dann mit Anson Schluss und sagt ihm, dass sie die Stadt verlassen und eine Tanzschule eröffnen will. Am letzten Tag der Probe findet Ted Joanna weinend in ihrer Garderobe, während Burton sich auf seine Abreise nach Minnesota vorbereitet. Als Burton darauf besteht, dass Joanna mit ihm geht, stimmt sie freudig zu und verlässt ihren Vertrag, indem sie verkündet, dass sie schwanger ist. Bob beeilt sich, Suzy, die seit dem Tag des Vorsingens nicht mehr mit ihm gesprochen hat, mitzuteilen, dass sie die Rolle übernehmen wird. Als Bob ins Theater zurückkehrt, teilt ihm Ted mit, dass er Madelyn besetzen wollte, sie aber nicht finden konnte. 
Die Premiere ist ein Erfolg, aber Ted ist wegen Madelyn weiterhin niedergeschlagen. Als er nach der Vorstellung im leeren Theater auf und ab geht, kommt Madelyn herein und sagt ihm, dass sie erkannt hat, dass sie nicht auf die Bühne zurückkehren wollte, sondern zu ihm. Die beiden küssen sich glücklich und verlassen gemeinsam das Theater.

## Hintergrund
Gedreht wurde der Film von Mitte Oktober bis Anfang Dezember 1952 in den MGM-Studios in Culver City. Zusätzliche Aufnahmen entstanden Ende März 1953.
In einer Kolumne vom 10. August 1951 hieß es, Gene Kelly und Carleton Carpenter würden in dem Film auftreten. Eine moderne Quelle behauptet zudem, dass neben Kelly auch Fred Astaire, Judy Garland und Ann Miller in dem Film mitspielen sollten.
Cedric Gibbons und Paul Groesse oblag die künstlerische Leitung. Arthur Krams und Edwin B. Willis waren für das Szenenbild zuständig, Herschel McCoy und Helen Rose für die Kostüme, William Tuttle und John Truwe für das Maskenbild. Verantwortlicher Toningenieur war Douglas Shearer. Warren Newcombe und Irving G. Ries schufen die Spezialeffekte.

## Musik
Im Film wurden die Songs Give a Girl a Break, Nothing Is Impossible, In Our United States, It Happens Every Time und Applause, Applause von Burton Lane und Ira Gershwin sowie das Stück Challenge Dance von André Previn und Saul Chaplin gespielt.

## Synchronisation
Die deutsche Synchronfassung entstand 1992 im Auftrag der Bavaria Synchron unter der Dialogregie von Horst Geisler, der auch das Dialogbuch verfasste.
| Rolle           | Schauspieler     | Deutscher Synchronsprecher |
| --------------- | ---------------- | -------------------------- |
| Madelyn Corlane | Marge Champion   | Katharina Lopinski         |
| Ted Sturgis     | Gower Champion   | Martin Umbach              |
| Suzy Doolittle  | Debbie Reynolds  | Claudia Lössl              |
| Joanna Moss     | Helen Wood       | Carin C. Tietze            |
| Bob Dowdy       | Bob Fosse        | Philipp Moog               |
| Leo Belney      | Kurt Kasznar     | Peter Musäus               |
| Burton Bradshaw | Richard Anderson | Peter Bertram              |
| Anson Pritchett | William Ching    | Ulf-Jürgen Wagner          |
| Mrs. Doolittle  | Lurene Tuttle    | Ingeborg Lapsien           |
| Felix Jordan    | Larry Keating    | Horst Sachtleben           |

## Veröffentlichung
Die Premiere des Films fand am 3. Dezember 1953 statt. In der Bundesrepublik Deutschland wurde er am 6. April 1996 im deutschen Fernsehen ausgestrahlt.

## Kritiken
Der Filmkritiken-Aggregator Rotten Tomatoes hat in einer Auswertung ein Publikumsergebnis von 61 Prozent positiver Bewertungen ermittelt.
Die Variety nannte den Film ein Routinestück, ein einigermaßen angenehmes, wenn auch einfallsloses Stück Unterhaltung.
Dennis Schwartz beschrieb den Film als schwungvolles, aber routinemäßiges, flaumiges Musical.
Derek Winnert schrieb, der Film sei ein kleiner, vergessener Beitrag, aber er verdiene etwas Aufmerksamkeit. Donens geschickte Regie, Donens und Gower Champions raffinierte Choreographie und die schönen Lieder von Burton Lane und Ira Gerswhin seien große Pluspunkte.
Das Lexikon des internationalen Films schrieb: „Harmlos-unterhaltsames kleines Musical.“
Die Filmzeitschrift Cinema befand: „Harmlos-hübsche Nummernrevue.“